# مرگ یک پیامبر
مرگ یک پیامبر (انگلیسی: Death of a Prophet) یک تله‌فیلم محصول سال ۱۹۸۱ به کارگردانی و نویسندگی وودی کینگ جونیور و با بازی مورگان فریمن در نقش مالکوم ایکس است.

## بازیگران
- مورگان فریمن در نقش مالکوم ایکس
- یولاندا کینگ
- اوسی دیویس در نقش خودش
- یوری کوچییاما در نقش خودش
- امیری باراکا در نقش خودش